# Франк Гларуса
Франк Гларуса (нем. Franken) — денежная единица швейцарского кантона Гларус в 1806—1850 годах. Франк = 10 батценов = 100 раппенов, 3 раппена = 1 шиллинг.

## История
Чеканка монет кантона была начата в 1806 году. На монетах номинал обозначался одновременно в двух единицах — шиллингах и раппенах. В 1847 году была выпущена памятная серебряная монета в 40 батценов, в том же году чеканка монет кантона была прекращена.
Конституция Швейцарии, принятая в 1848 году, устанавливала исключительное право федерального правительства на чеканку монеты. 7 мая 1850 года был принят федеральный закон о чеканке монет, в том же году начата чеканка швейцарских монет.
Банкноты кантона в 1806—1851 годах не выпускались. В 1852—1910 годах выпускали банкноты:
- Bank in Glarus (основан в 1852, выпускал банкноты до 1882);
- Leih-Cassa Glarus (основана в 1862, выпускала банкноты до 1882);
- Glarner Kantonalbank (основан в 1884, выпускал банкноты до 1910)[2].

## Монеты
Чеканились монеты:
- биллонные: 1 шиллинг — 3 раппена, 3 шиллинга — 9 раппенов;
- серебряные: 15 шиллингов — 45 раппенов, 40 батценов[3].